# East Bay Ray
East Bay Ray é o nome artístico de Raymond John Pepperell (nascido em 17 de novembro de 1958), um músico e guitarrista americano da banda punk Dead Kennedys, baseada na área da baía de São Francisco. Seu trabalho de guitarra foi influenciado pelo jazz e rockabilly. Ao lado das letras astutas de Jello Biafra e do estilo vocal único baseado em vibrato, a forma de tocar de East Bay Ray foi um dos fatores definidores da música dos Dead Kennedys e, por extensão, da "segunda onda" do punk americano. Ele também é o único Dead Kennedy a permanecer um membro constante da banda desde sua formação.

## Biografia
Raymond John Pepperell nasceu e foi criado na área da baía de São Francisco e foi influenciado musicalmente por seus pais, que organizavam festivais locais de arte e música em seu bairro suburbano. Seu pai tinha uma coleção de discos de jazz e blues dos anos 1930 e 1940 e levava ele e seu irmão para apresentações de Muddy Waters, Count Basie Orchestra e Lightnin 'Hopkins. Sua mãe era fã dos Weavers e de Pete Seeger. Seus pais, que também eram ativos no Movimento dos Direitos Civis da década de 1960, também o influenciaram politicamente. Ray se formou na Universidade da Califórnia, em Berkeley, e planejava se tornar um arquiteto, mas achava a arquitetura limitante demais artisticamente. A essa altura, ele já havia começado a escrever e tocar música ao perceber que não poderia viver sem ela.

## Carreira
Antes dos Dead Kennedys, East Bay Ray tocava guitarra com uma banda de bar dos gêneros rockabilly/doo-wop, lançando um single, "Vicky's Hickey", vendido principalmente em seus shows.
O Dead Kennedys foi uma banda idiossincrática de punk rock. Embora eles mantivessem sua música na maior parte alta, rápida e agressiva, eles lançaram floreios ecléticos. Esses experimentos incluíram a guitarra de East Bay Ray, que pegou dicas de fontes como música de filme (partituras de filmes de espionagem e trilhas sonoras de Ennio Morricone e Spaghetti Western), surf rock instrumental (estilos de guitarra de Dick Dale e George Tomsco do The Fireballs), bem como a música psicodélica dos anos 60 (especialmente no início do Pink Floyd) com seus efeitos de eco [carece de fontes?] de marca registrada. Com a ajuda de Jello Biafra e Klaus Flouride, East Bay Ray criou um som e estilo de guitarra distintos e dinâmicos.
Em entrevistas, East Bay Ray citou a atuação de Syd Barrett no primeiro álbum do Pink Floyd , The Piper at the Gates of Dawn, bem como a música dos Ohio Players, e a guitarra do companheiro de Elvis Presley, Scotty Moore (com seu marca registrada eco), como influências. O gosto de East Bay Ray pela trilha sonora de Spaghetti Western é evidenciado por um single de 7" que ele gravou em 1984 chamado "Trouble in Town"/"Poison Heart".[carece de fontes?]
Depois que Dead Kennedys parou de fazer turnê em fevereiro de 1986, East Bay Ray formou a banda Kage com a vocalista Bana Witt. Ele tocou guitarra em uma série de projetos, incluindo um álbum de música argelina Raï para Cheikha Rimitti chamado Sidi Mansour, que também contou com o baixista do Red Hot Chili Peppers Flea (coincidentemente, D.H. Peligro mais tarde se tornou baterista do RHCP por um curto período) e Robert Fripp, ao garage-pop com Pearl Harbor, retro-jungle-surf com Johnny Feelings e música lounge exótica com Frenchy. Ele compôs e gravou uma trilha sonora para um dos primeiros filmes independentes de David Siegel e Scott McGhee, que mais tarde fez o filme noir The Deep End. No início dos anos 1990, Ray formou a banda de funk/rock Skrapyard e lançou Sex is Sex pelo selo Alternative Tentacles com Ron West, Robert Ball, Andy Kaps e Jason Collins. Em 2000, Ray apareceu no segundo álbum de estúdio de Hed PE, Broke, tocando guitarra na música "Waiting to Die".
East Bay Ray esteve envolvido em todas as primeiras gravações de estúdio do Dead Kennedys e é creditado por mixar e produzir o primeiro single da banda, "California Uber Alles "/"Man with the Dogs", o primeiro LP Fresh Fruit for Rotting Vegetables com Oliver Dicicco, o EP In God We Trust, Inc. e ele mixou "Holiday in Cambodia "/" Police Truck". Ray foi um dos fundadores da Alternative Tentacles Records, criada para outros artistas e para o Dead Kennedys, e foi sócio dela até meados da década de 1980. Ray recentemente mixou e produziu dois CDs de gravações ao vivo do Dead Kennedys, Mutiny on the Bay e Live at the Deaf Club.
A partir de 2001, East Bay Ray liderou a luta legal para ganhar a propriedade intelectual do Dead Kennedys e garantir os royalties retidos da banda por Jello Biafra. Biafra foi responsabilizado civilmente por fraude, dolo e quebra de contrato. Ray autorizou e teve o crédito de produção de um CD de gravações ao vivo do Dead Kennedys intitulado Mutiny on the Bay. East Bay Ray foi responsável, junto com seus ex-companheiros de banda Klaus Flouride e D.H. Peligro, pelo licenciamento de canções como "Police Truck" e "Holiday in Cambodia" para grandes corporações para uso em videogames e filmes. O Dead Kennedys, incluindo Biafra, já havia aprovado o uso das canções da banda nos lançamentos de grandes corporações cinematográficas Neighbours (1981) e Class (1983). Em 1999, o próprio Biafra aprovou a licença do videogame de Tony Hawk.
Ray foi um artista destacado na edição de abril de 2006 da revista Guitar Player falando sobre técnicas de produção de gravação e na edição de janeiro de 2006 da Guitar World.
Ray participa da faixa "Guitar Hero" na estreia solo da vocalista/pianista Amanda Palmer do The Dresden Dolls, Who Killed Amanda Palmer.
Ray também lançou o single de 7" Trouble in Town em 1984 (Alternative Tentacles Records), apresentando as canções "Poisoned Heart" e "Trouble in Town", com os vocalistas convidados Vince e Steve One.

## Discografia

### Dead Kennedys

#### Álbuns
- Fresh Fruit for Rotting Vegetables (1980)
- In God We Trust, Inc. (1981)

- Plastic Surgery Disasters (1982)
- Frankenchrist (1985)
- Bedtime for Democracy (1986)

#### Álbuns ao vivo
- Mutiny on the Bay (2001; gravado em Março de 1982 e Fevereiro de 1986)
- Live at the Deaf Club (2004; gravado em março de 1979)
- DK 40 (2019; gravado em Dezembro de 1982 e Maio de 1985)